# SN 2002ex
SN 2002ex – supernowa typu Ic odkryta 19 sierpnia 2002 roku w galaktyce A220900-1036. W momencie odkrycia miała maksymalną jasność 19,50m.